# Paroligoneurus agromyzae
Paroligoneurus agromyzae är en stekelart som beskrevs av Jean Risbec 1951. Paroligoneurus agromyzae ingår i släktet Paroligoneurus och familjen bracksteklar. Inga underarter finns listade i Catalogue of Life.